# Mino Bellei
Mino Bellei (eigentlich Giuseppe Bellei, * 23. Juni 1936 in Savona; † 13. März 2022 in Savona) war ein italienischer Schauspieler und Regisseur.

## Leben
Bellei begann nach seinem Diplom der Accademia d'Arte Drammatica im Jahr 1959 als Bühnenschauspieler in Stücken von Pirandello, Molière und Shakespeare; Kritiker zählten ihn zu den vielversprechenden und herausragenden Talenten dieser Jahre. Zu Mitte der 1960er Jahre wandte er sich auch der Theaterregie zu; auch als Dramatiker trat er in Erscheinung (1961 mit L'altra faccia della luna, 1969 mit Tutto per amore). Ein großer Erfolg wurde sein Stück La vita non è un film di Doris Day, in dem er auch die Hauptrolle übernahm. Seit 1968 spielte Bellei in einer Theaterkooperative, zu der auch Renzo Risso, Romolo Valli und Giorgio De Lullo gehörten. Anschließend gründete er ein eigenes Ensemble (mit der bemerkenswerten Aufführung des Monologes Briefe von Lewis Carroll unter der Regie von Marco Sciaccaluga) und spielte einige Jahre bei Aroldo Tieri und Giuliana Lojodice. In den 1990er Jahren erregte sein Stück La vita non è un film di Doris Day Aufmerksamkeit.
Nur gelegentlich nahm er Rollen im Film und beim Fernsehen an; 1979 inszenierte er für die Leinwand nach eigenem Drehbuch Bionda fragola. Trotz guter Kritiken und finanziellen Erfolges blieb es sein einziger Film.

## Filmografie (Auswahl)
- 1965: Mandragola (La mandragola)
- 1979: Bionda fragola (Drehbuch und regie)
- 2002: Roberto Benignis Pinocchio (Pinocchio)

## Theaterstücke
- 1961: L'altra faccia della luna
- 1969: Tutto per amore
- 1991: Das Leben ist kein Film mit Doris Day[4] (La vita non è un film di Doris Day)